# Habitatge al carrer Indústria, 6 (Tremp)
L'Habitatge al carrer Indústria, 6 és un edifici de Tremp (Pallars Jussà) protegit com a Bé Cultural d'Interès Local.

## Descripció
Es tracta d'un edifici situat entre mitgeres al carrer Indústria. L'edifici consta d'una construcció de quatre nivells, planta baixa i tres pisos. Destaca el parament de la façana, amb un revestiment simulant carreus. Les obertures, que estableixen un ritme simètric, compten amb un emmarcament de pedra, i s'alternen les obertures llindades i en forma d'arc rebaixat. Les baranes metàl·liques també presenten decoració geomètrica i seriada. El ràfec, en forma de cornisa motllurada, presenta decoració en daus.